# Trigonopterus discoidalis

Trigonopterus discoidalis  (лат.) — вид жуков-долгоносиков рода Trigonopterus из подсемейства Cryptorhynchinae (Curculionidae). Встречаются в горах на острове Новая Гвинея (Папуа — Новая Гвинея, провинция Моробе, Mindik: 1450—1670 м).

## Описание
Мелкие нелетающие жуки-долгоносики, длина от 1,68 до 2,43 мм; в основном чёрного цвета; усики и лапки коричневые. Тело почти округлое, со слабой перетяжкой между переднеспинкой и надкрыльями. Усики апикально утолщённые, булавовидные. Пронотум и надкрылья мелко пунктированные (каждая пунктура несёт щетинку), гладкие. Крылья отсутствуют. Рострум укороченный, в состоянии покоя не достигает середины средних тазиков. Надкрылья с 9 бороздками. Коготки лапок мелкие. В более ранних работах упоминался как «Trigonopterus sp. 88».
Вид был обнаружен в горном тропическом лесу. Впервые описан в 2013 году немецким колеоптерологом Александром Риделем (Alexander Riedel; Museum of Natural History Karlsruhe, Карлсруэ, Германия), совместно с энтомологами Катайо Сагата (Katayo Sagata; Papua New Guinea Institute for Biological research (PNG-IBR), Goroka, Папуа Новая Гвинея), Суриани Сурбакти (Suriani Surbakti; Jurusan Biology, FMIPA-Universitas Cendrawasih, Kampus Baru, Джаяпура, Папуа, Индонезия), Рене Тэнзлером (Rene Tänzler; Zoological State Collection, Мюнхен) и Майклом Бальке (Michael Balke; GeoBioCenter, Ludwig-Maximilians-University, Мюнхен, Германия), осуществившими ревизию фауны жуков рода Trigonopterus на острове Новая Гвинея.